# 마이클 카보나로
마이클 카보나로(Michael Carbonaro, 1982년 4월 28일 ~ )는 미국의 배우이다. 뉴욕주 롱아일랜드에 위치한 오크데일 출신으로, 보헤미아로 거처를 옮겨 고등학교를 다녔다. 이후 10대에 마술사로 활동하며 대학 등록금을 벌었으며, 티시 예술대학에서 학사 학위를 취득하였다. 그 뒤 더 투나잇 쇼에서 '매직 클럭(Magic Clerk)'이라는 몰래카메라 코너를 진행했으며, 2006년 개봉된 영화 어나더 게이 무비에 주연으로 출연하였다.

## 출연 작품
- 사바티칼 (2012)
- 어나더 게이 무비 (2006)
- 가딩 라이트 (1952)